# シベリアイタチ
シベリアイタチ (Mustela sibirica) は、哺乳綱食肉目イタチ科イタチ属に分類される食肉類。別名タイリクイタチ、チョウセンイタチ。

## 分布
インド、大韓民国、中華人民共和国、朝鮮民主主義人民共和国、台湾、日本、ネパール、パキスタン、ブータン、ミャンマー北部、モンゴル国、ロシア

## 形態
頭胴長（体長）オス28 - 39センチメートル、メス25 - 30.5センチメートル。尾長オス15.5 - 21センチメートル、メス13.3 - 16.4センチメートル。体重オス650 - 820グラム、メス360 - 430グラム。尾長は、体長の50 %よりも長い。

## 分類
ミトコンドリアDNAの分子系統推定では、ニホンイタチとは2,400,000 - 1,700,000年前に分岐したと推定されている。
西日本の移入個体群は、韓国の個体群に由来すると考えられている。対馬の在来個体群は、朝鮮半島の個体群と同亜種とする説もある。一方で2017年に発表されたミトコンドリアDNAの全塩基配列を用いたベイズ法による分子系統推定では、対馬の個体群はロシアの個体群と単系統群を形成し、このクレードは中国・朝鮮半島・台湾のクレードと姉妹群になるという結果が得られている。
和名シベリアイタチは英名Siberian weaselに基づいており、このほかにタイリクイタチやチョウセンイタチが種の和名として用いられてきた。チョウセンイタチは対馬を除く西日本に帰化した個体群の原産地に由来し、朝鮮半島産亜種の和名としても使用されている。一方でタイリクイタチの和名は適切ではなく、シベリアイタチは基亜種に限定して用いるべきとする意見もあり、種和名を「トウアイタチ」とすることも提案されていた。2018年に公表された日本哺乳類学会による標準和名では、シベリアイタチが採用されている。
以下の亜種チョウセンイタチを除く分類はWozencraft (2005) に、和名は斉藤ら (1991) に従う。
Mustela sibirica sibirica Pallas, 1773 シベリアイタチ
ウラル山脈西側からシベリア・モンゴル・ゼーヤ川流域にかけて
Mustela sibirica canigula Hodgson, 1842
チベット南部
Mustela sibirica charbinensis Lowkashkin, 1934
中華人民共和国東北部
Mustela sibirica coreana (Domaniewski, 1926) チョウセンイタチ
朝鮮半島。日本（本州、四国、九州）に移入。
Mustela sibirica davidiana (Milne-Edwards, 1871)
中華人民共和国南東部
Mustela sibirica fontanierii (Milne-Edwards, 1871) ペキンイタチ
中華人民共和国中部
Mustela sibirica hodgsoni Gray, 1843
カシミール地方からヒマラヤ山脈西部にかけて
Mustela sibirica manchurica Brass, 1911 マンシュウイタチ
中華人民共和国東北部
Mustela sibirica moupinensis (Milne-Edwards, 1874)
中華人民共和国南部、ミャンマー
Mustela sibirica quelpartis (Thomas, 1908)
済州島
Mustela sibirica subhemachalana Hodgson, 1837
ネパール、ブータン
Mustela sibirica taivana Thomas, 1913 タイワンイタチ
台湾

## 生態
落葉樹や針葉樹からなる自然林や二次林・混交林・草原・渓谷など様々な環境に生息し、湖沼の周辺で藪などで被われた環境を好む。市街地で見られることもある。夜行性。樹上に登ったり、水中を泳ぐこともできる。倒木や切株・茂みなどを、巣やねぐらとして用いる。
齧歯類やナキウサギ類などの小型哺乳類、鳥類、両生類、魚類、漿果、堅果などを食べる。対馬での218個の糞の内容物調査では、35 %に小型哺乳類、20 %に昆虫、13 %に漿果および種子、10 %にそれぞれ鳥類と他の植物質、7 %にミミズ、5 %に爬虫類と両生類が検出されたという報告例がある。
1回に2 - 12頭の幼獣を産む。平均寿命は2.1年。飼育下では8年10か月の長期生存例がある。

## 人間との関係
ロシアでは体毛が利用されることもあり、特に尾の体毛が筆の原料として用いられることもある。
分布域が広く、種として絶滅のおそれは低いと考えられている。一方で地域によっては乱獲や開発による生息地の破壊、交通事故などによる影響も懸念されている。1989年に、インドの個体群がワシントン条約附属書IIIに掲載されている。
日本
水場周辺を好むため、日本での在来個体群は好適な環境が開発されることによる影響が懸念されている。自動撮影装置の記録や糞などの調査結果から、対馬での生息数は激減していることが示唆されている。
絶滅危惧IB類 (EN)（環境省レッドリスト）
毛皮業者が養殖の為に持ち込んだものが、その後養殖場から逃げ出して、それ以後西日本を中心に分布を広げている。また、ネズミ等の害獣駆除のために放獣された場所もある。在来種であるニホンイタチと比べて体が一回り大きく、移入した場所ではチョウセンイタチが優勢になり、ニホンイタチを山間部に追い込んでいる。また、住宅地に適応し、ニワトリ等の食害や、家屋に侵入して糞尿や騒音の問題を引き起こしている。日本の侵略的外来種ワースト100に指定されている。

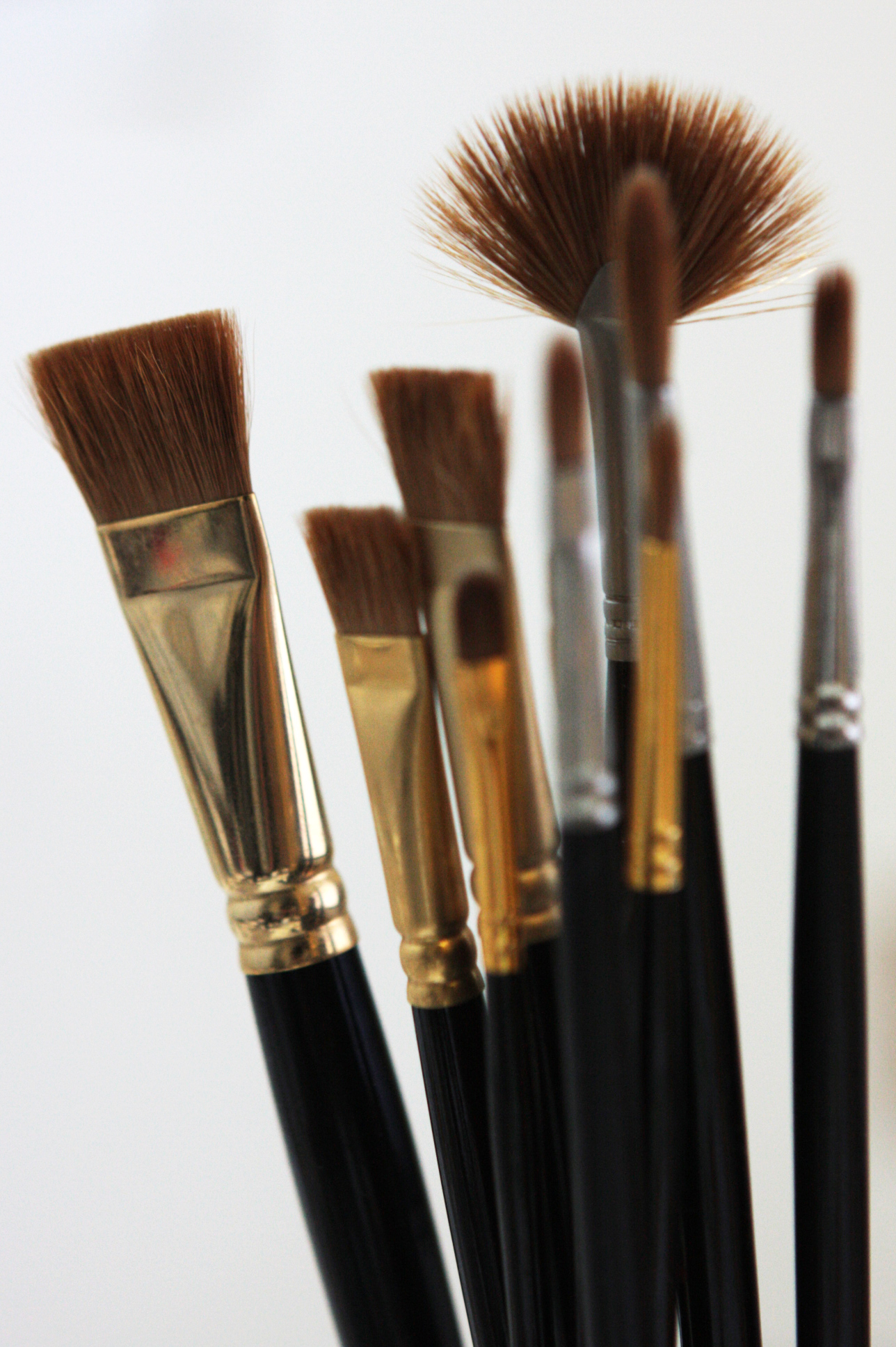
コリンスキー セーブルの画筆

筆の分野では、特にシベリア等北部に生息するMustela sibiricaをコリンスキー レッド セーブル、コリンスキー セーブル、レッド セーブル、シベリアン ファイア セーブルと呼び、雄の尾毛は、画筆や書筆の高級原毛として使われる。弾力がありしなやかで、揃いが良く、高価である。独特の「粘り」があり、使い込む程に「味」が出る。普通、日本産イタチのみならず中国産イタチと区別する。俗にコリンスキーと呼ぶ。同じブランドに「コリンスキー レッド セーブル」(或いは、コリンスキー)と「レッド セーブル」がある場合、前者が高品位で高価である。他方で、雌の尾毛を画筆に採用している業者も存在する。中国では、原毛はイタチの尾毛の筆は’狼毫’と呼ぶ。これはチョウセンイタチの中国名は'黄鼠狼’からの呼称である。
なお、ブラック セーブルはMustela putorius(en:European Polecat)であり、レッド セーブルとは異なる。これはフィッチ(fitch)、ポールキャットの名で知られる。毛はレッド セーブルよりは固く太いが、揃いは良く、弾力もある。